# Horia Tecău
Horia Tecău (phát âm tiếng Romania: [ˈhori.a teˈkəw]; sinh ngày 19 tháng 1 năm 1985) là một vận động viên quần vợt người România hiện đang đứng thứ 8 trên thế giới ở nội dung đôi. Anh đã lên chuyên nghiệp vào năm 2003 và đã vào chung kết của Giải quần vợt Wimbledon năm 2010, năm 2011 và năm 2012 với Robert Lindstedt trước khi vô địch vào năm 2015 với Jean-Julien Rojer, họ cũng đã vô địch Giải quần vợt Mỹ Mở rộng 2017. Tecău cũng giành được danh hiệu đôi nam nữ Giải quần vợt Úc Mở rộng 2012 với Bethanie Mattek-Sands và ATP World Tour Finals 2015 với Jean-Julien Rojer.

## Các trận chung kết quan trọng

### Chung kết Grand Slam

#### Đôi: 5 (2 danh hiệu, 3 á quân)
| Kết quả | Năm  | Giải đấu   | Mặt sân | Đồng đội          | Đối thủ                          | Tỉ số                             |
| ------- | ---- | ---------- | ------- | ----------------- | -------------------------------- | --------------------------------- |
| Á quân  | 2010 | Wimbledon  | Cỏ      | Robert Lindstedt  | Jürgen Melzer Philipp Petzschner | 1–6, 5–7, 5–7                     |
| Á quân  | 2011 | Wimbledon  | Cỏ      | Robert Lindstedt  | Bob Bryan Mike Bryan             | 3–6, 4–6, 6–7(2–7)                |
| Á quân  | 2012 | Wimbledon  | Cỏ      | Robert Lindstedt  | Jonathan Marray Frederik Nielsen | 6–4, 4–6, 6–7(5–7), 7–6(7–5), 3–6 |
| Vô địch | 2015 | Wimbledon  | Cỏ      | Jean-Julien Rojer | Jamie Murray John Peers          | 7–6(7–5), 6–4, 6–4                |
| Vô địch | 2017 | Mỹ Mở rộng | Cứng    | Jean-Julien Rojer | Feliciano López Marc López       | 6–4, 6–3                          |

#### Đôi nam nữ: 3 (1 danh hiệu, 2 á quân)
| Kết quả | Năm  | Giải đấu   | Mặt sân | Đồng đội              | Đối thủ                           | Tỉ số            |
| ------- | ---- | ---------- | ------- | --------------------- | --------------------------------- | ---------------- |
| Vô địch | 2012 | Úc Mở rộng | Cứng    | Bethanie Mattek-Sands | Elena Vesnina Leander Paes        | 6–3, 5–7, [10–3] |
| Á quân  | 2014 | Úc Mở rộng | Cứng    | Sania Mirza           | Kristina Mladenovic Daniel Nestor | 3–6, 2–6         |
| Á quân  | 2016 | Úc Mở rộng | Cứng    | Coco Vandeweghe       | Elena Vesnina Bruno Soares        | 4–6, 6–4, [5–10] |

### Giải đấu cuối năm

#### Đôi: 1 (1 danh hiệu)
| Kết quả | Năm  | Giải đấu | Mặt sân  | Đồng đội          | Đối thủ                     | Tỉ số    |
| ------- | ---- | -------- | -------- | ----------------- | --------------------------- | -------- |
| Vô địch | 2015 | Luân Đôn | Cứng (i) | Jean-Julien Rojer | Rohan Bopanna Florin Mergea | 6–4, 6–3 |

### Chung kết Masters 1000

#### Đôi: 4 (2 danh hiệu, 2 á quân)
| Kết quả | Năm  | Giải đấu   | Mặt sân | Đồng đội          | Đối thủ trong trận chung kết         | Tỉ số trong trận chung kết |
| ------- | ---- | ---------- | ------- | ----------------- | ------------------------------------ | -------------------------- |
| Á quân  | 2012 | Madrid     | Đất nện | Robert Lindstedt  | Mariusz Fyrstenberg Marcin Matkowski | 3–6, 4–6                   |
| Vô địch | 2012 | Cincinnati | Cứng    | Robert Lindstedt  | Mahesh Bhupathi Rohan Bopanna        | 6–4, 6–4                   |
| Vô địch | 2016 | Madrid     | Đất nện | Jean-Julien Rojer | Rohan Bopanna Florin Mergea          | 6-4, 7-6 7-5               |
| Á quân  | 2016 | Cincinnati | Cứng    | Jean-Julien Rojer | Ivan Dodig Marcelo Melo              | 6–7(5–7), 7–6(7–5), [6–10] |

## Chung kết Thế vận hội

### Đôi: 1 chung kết (1 huy chương bạc)
| Kết quả | Năm  | Giải đấu       | Mặt sân | Đồng đội      | Đối thủ                 | Tỉ số         |
| ------- | ---- | -------------- | ------- | ------------- | ----------------------- | ------------- |
| Bạc     | 2016 | Rio de Janeiro | Cứng    | Florin Mergea | Marc López Rafael Nadal | 2–6, 6–3, 4–6 |

## Chung kết sự nghiệp ATP

### Đôi: 52 (34 danh hiệu, 18 á quân)
| Chú thích                         |
| --------------------------------- |
| Giải Grand Slam (2–3)             |
| ATP World Tour Finals (1–0)       |
| ATP World Tour Masters 1000 (2–2) |
| Thế vận hội (0–1)                 |
| ATP World Tour 500 Series (8–5)   |
| ATP World Tour 250 Series (21–7)  |

| Danh hiệu theo mặt sân |
| ---------------------- |
| Cứng (16–10)           |
| Đất nện (13–4)         |
| Cỏ (5–4)               |

| Kết quả | T-B   | Ngày             | Giải đấu                                            | Thể loại     | Mặt sân  | Đồng đội          | Đối thủ                              | Tỉ số                             |
| ------- | ----- | ---------------- | --------------------------------------------------- | ------------ | -------- | ----------------- | ------------------------------------ | --------------------------------- |
| Loss    | 0–1   | tháng 5 năm 2009 | Austrian Open Kitzbühel, Austria                    | 250 Series   | Clay     | Andrei Pavel      | Marcelo Melo André Sá                | 7–6(11–9), 2–6, [7–10]            |
| Loss    | 0–2   | Th7 năm 2009     | Stuttgart Open, Germany                             | 250 Series   | Clay     | Victor Hănescu    | František Čermák Michal Mertiňák     | 5–7, 4–6                          |
| Win     | 1–2   | Th1 năm 2010     | Auckland Open, New Zealand                          | 250 Series   | Hard     | Marcus Daniell    | Marcelo Melo Bruno Soares            | 7–5, 6–4                          |
| Win     | 2–2   | Th4 năm 2010     | Grand Prix Hassan II, Morocco                       | 250 Series   | Clay     | Robert Lindstedt  | Rohan Bopanna Aisam-ul-Haq Qureshi   | 6–2, 3–6, [10–7]                  |
| Win     | 3–2   | Th6 năm 2010     | Rosmalen Grass Court Championships, Netherlands     | 250 Series   | Grass    | Robert Lindstedt  | Lukáš Dlouhý Leander Paes            | 1–6, 7–5, [10–7]                  |
| Loss    | 3–3   | Th7 năm 2010     | Wimbledon, United Kingdom                           | Grand Slam   | Grass    | Robert Lindstedt  | Jürgen Melzer Philipp Petzschner     | 1–6, 5–7, 5–7                     |
| Win     | 4–3   | Th7 năm 2010     | Swedish Open, Sweden                                | 250 Series   | Clay     | Robert Lindstedt  | Andreas Seppi Simone Vagnozzi        | 6–4, 7–5                          |
| Win     | 5–3   | Th8 năm 2010     | New Haven Open, United States                       | 250 Series   | Hard     | Robert Lindstedt  | Rohan Bopanna Aisam-ul-Haq Qureshi   | 6–4, 7–5                          |
| Loss    | 5–4   | Th1 năm 2011     | Brisbane International, Australia                   | 250 Series   | Hard     | Robert Lindstedt  | Lukáš Dlouhý Paul Hanley             | 4–6, ret.                         |
| Win     | 6–4   | Th2 năm 2011     | Zagreb Indoors, Croatia                             | 250 Series   | Hard (i) | Dick Norman       | Marcel Granollers Marc López         | 6–3, 6–4                          |
| Win     | 7–4   | Th2 năm 2011     | Mexican Open, Mexico                                | 500 Series   | Clay     | Victor Hănescu    | Marcelo Melo Bruno Soares            | 6–1, 6–3                          |
| Win     | 8–4   | Th4 năm 2011     | Grand Prix Hassan II, Morocco (2)                   | 250 Series   | Clay     | Robert Lindstedt  | Colin Fleming Igor Zelenay           | 6–2, 6–1                          |
| Loss    | 8–5   | Th6 năm 2011     | Rosmalen Grass Court Championships, Netherlands     | 250 Series   | Grass    | Robert Lindstedt  | Daniele Bracciali František Čermák   | 3–6, 6–2, [8–10]                  |
| Loss    | 8–6   | Th7 năm 2011     | Wimbledon, United Kingdom (2)                       | Grand Slam   | Grass    | Robert Lindstedt  | Bob Bryan Mike Bryan                 | 3–6, 4–6, 6–7(3–7)                |
| Win     | 9–6   | Th7 năm 2011     | Swedish Open, Sweden (2)                            | 250 Series   | Clay     | Robert Lindstedt  | Simon Aspelin Andreas Siljeström     | 6–3, 6–3                          |
| Loss    | 9–7   | Th8 năm 2011     | Washington Open, United States                      | 500 Series   | Hard     | Robert Lindstedt  | Michaël Llodra Nenad Zimonjić        | 7–6(9–7), 6–7(8–10), [7–10]       |
| Loss    | 9–8   | Th10 năm 2011    | China Open, China                                   | 500 Series   | Hard     | Robert Lindstedt  | Michaël Llodra Nenad Zimonjić        | 6–7(2–7), 6–7(4–7)                |
| Loss    | 9–9   | Th2 năm 2012     | Rotterdam Open, Netherlands                         | 500 Series   | Hard (i) | Robert Lindstedt  | Michaël Llodra Nenad Zimonjić        | 6–4, 5–7, [14–16]                 |
| Win     | 10–9  | Th4 năm 2012     | Romanian Open, Romania                              | 250 Series   | Clay     | Robert Lindstedt  | Jérémy Chardy Łukasz Kubot           | 7–6(7–2), 6–3                     |
| Loss    | 10–10 | tháng 5 năm 2012 | Madrid Open, Spain                                  | Masters 1000 | Clay     | Robert Lindstedt  | Mariusz Fyrstenberg Marcin Matkowski | 3–6, 4–6                          |
| Win     | 11–10 | Th6 năm 2012     | Rosmalen Grass Court Championships, Netherlands (2) | 250 Series   | Grass    | Robert Lindstedt  | Juan Sebastián Cabal Dmitry Tursunov | 6–3, 7–6(7–1)                     |
| Loss    | 11–11 | Th7 năm 2012     | Wimbledon, United Kingdom (3)                       | Grand Slam   | Grass    | Robert Lindstedt  | Jonathan Marray Frederik Nielsen     | 6–4, 4–6, 6–7(5–7), 7–6(7–5), 3–6 |
| Win     | 12–11 | Th7 năm 2012     | Swedish Open, Sweden (3)                            | 250 Series   | Clay     | Robert Lindstedt  | Alexander Peya Bruno Soares          | 6–3, 7–6(7–5)                     |
| Win     | 13–11 | Th8 năm 2012     | Cincinnati Masters, United States                   | Masters 1000 | Hard     | Robert Lindstedt  | Mahesh Bhupathi Rohan Bopanna        | 6–4, 6–4                          |
| Loss    | 13–12 | Th1 năm 2013     | Sydney International, Australia                     | 250 Series   | Hard     | Max Mirnyi        | Bob Bryan Mike Bryan                 | 4–6, 4–6                          |
| Loss    | 13–13 | Th3 năm 2013     | Delray Beach Open, United States                    | 250 Series   | Hard     | Max Mirnyi        | James Blake Jack Sock                | 4–6, 4–6                          |
| Win     | 14–13 | Th4 năm 2013     | Romanian Open, Romania (2)                          | 250 Series   | Clay     | Max Mirnyi        | Lukáš Dlouhý Oliver Marach           | 4-6, 6-4, [10-6]                  |
| Win     | 15–13 | Th6 năm 2013     | Rosmalen Grass Court Championships, Netherlands (3) | 250 Series   | Grass    | Max Mirnyi        | Andre Begemann Martin Emmrich        | 6–3, 7–6(7–4)                     |
| Win     | 16–13 | Th10 năm 2013    | China Open, China                                   | 500 Series   | Hard     | Max Mirnyi        | Fabio Fognini Andreas Seppi          | 6–4, 6–2                          |
| Win     | 17–13 | Th2 năm 2014     | Zagreb Indoors, Croatia (2)                         | 250 Series   | Hard (i) | Jean-Julien Rojer | Philipp Marx Michal Mertiňák         | 3–6, 6–4, [10–2]                  |
| Loss    | 17–14 | Th2 năm 2014     | Rotterdam Open, Netherlands (2)                     | 500 Series   | Hard (i) | Jean-Julien Rojer | Michaël Llodra Nicolas Mahut         | 2–6, 6–7(7–4)                     |
| Win     | 18–14 | Th4 năm 2014     | Grand Prix Hassan II, Morocco (3)                   | 250 Series   | Clay     | Jean-Julien Rojer | Tomasz Bednarek Lukáš Dlouhý         | 6–2, 6–2                          |
| Win     | 19–14 | Th4 năm 2014     | Romanian Open, Romania (3)                          | 250 Series   | Clay     | Jean-Julien Rojer | Mariusz Fyrstenberg Marcin Matkowski | 6–4, 6–4                          |
| Win     | 20–14 | Th6 năm 2014     | Rosmalen Grass Court Championships, Netherlands (4) | 250 Series   | Grass    | Jean-Julien Rojer | Scott Lipsky Santiago González       | 6–3, 7–6(7–3)                     |
| Win     | 21–14 | Th8 năm 2014     | Washington Open, United States                      | 500 Series   | Hard     | Jean-Julien Rojer | Sam Groth Leander Paes               | 7–5, 6–4                          |
| Win     | 22–14 | Th9 năm 2014     | Shenzhen Open, China                                | 250 Series   | Hard     | Jean-Julien Rojer | Chris Guccione Sam Groth             | 6–4, 7–6(7–4)                     |
| Win     | 23–14 | Th10 năm 2014    | China Open, China (2)                               | 500 Series   | Hard     | Jean-Julien Rojer | Julien Benneteau Vasek Pospisil      | 6–7(6–8), 7–5, [10–5]             |
| Win     | 24–14 | Th10 năm 2014    | Valencia Open, Spain                                | 500 Series   | Hard (i) | Jean-Julien Rojer | Kevin Anderson Jérémy Chardy         | 6–4, 6–2                          |
| Loss    | 24–15 | Th1 năm 2015     | Sydney International, Australia (2)                 | 250 Series   | Hard     | Jean-Julien Rojer | Rohan Bopanna Daniel Nestor          | 4–6, 6–7(5–7)                     |
| Win     | 25–15 | Th2 năm 2015     | Rotterdam Open, Netherlands                         | 500 Series   | Hard (i) | Jean-Julien Rojer | Jamie Murray John Peers              | 3–6, 6–3, [10–8]                  |
| Loss    | 25–16 | tháng 5 năm 2015 | Open de Nice Côte d'Azur, France                    | 250 Series   | Clay     | Jean-Julien Rojer | Mate Pavić Michael Venus             | 6–7(4–7), 6–2, [7–10]             |
| Win     | 26–16 | Th7 năm 2015     | Wimbledon, United Kingdom                           | Grand Slam   | Grass    | Jean-Julien Rojer | Jamie Murray John Peers              | 7–6(7–5), 6–4, 6–4                |
| Win     | 27–16 | Th11 năm 2015    | ATP World Tour Finals, United Kingdom               | Tour Finals  | Hard (i) | Jean-Julien Rojer | Rohan Bopanna Florin Mergea          | 6–4, 6–3                          |
| Win     | 28–16 | Th4 năm 2016     | Romanian Open, Romania (4)                          | 250 Series   | Clay     | Florin Mergea     | Chris Guccione André Sá              | 7–5, 6–4                          |
| Win     | 29–16 | tháng 5 năm 2016 | Madrid Open, Spain                                  | Masters 1000 | Clay     | Jean-Julien Rojer | Rohan Bopanna Florin Mergea          | 6–4, 6–3                          |
| Loss    | 29–17 | Th8 năm 2016     | Olympic Games, Brazil                               | Olympics     | Hard     | Florin Mergea     | Marc López Rafael Nadal              | 2–6, 6–3, 4–6                     |
| Loss    | 29–18 | Th8 năm 2016     | Cincinnati Masters, United States                   | Masters 1000 | Hard     | Jean-Julien Rojer | Ivan Dodig Marcelo Melo              | 6–7(5–7), 7–6(7–5), [6–10]        |
| Win     | 30–18 | Th3 năm 2017     | Dubai Tennis Championships, UAE                     | 500 Series   | Hard     | Jean-Julien Rojer | Rohan Bopanna Marcin Matkowski       | 4–6, 6–3, [10–3]                  |
| Win     | 31–18 | tháng 5 năm 2017 | Geneva Open, Switzerland                            | 250 Series   | Clay     | Jean-Julien Rojer | Juan Sebastián Cabal Robert Farah    | 2–6, 7–6(11–9), [10–6]            |
| Win     | 32–18 | Th8 năm 2017     | Winston-Salem Open, United States                   | 250 Series   | Hard     | Jean-Julien Rojer | Julio Peralta Horacio Zeballos       | 6–3, 6–4                          |
| Win     | 33–18 | Th9 năm 2017     | US Open, United States                              | Grand Slam   | Hard     | Jean-Julien Rojer | Feliciano López Marc López           | 6–4, 6–3                          |
| Win     | 34–18 | Th3 năm 2018     | Dubai Tennis Championships, UAE (2)                 | 500 Series   | Hard     | Jean-Julien Rojer | James Cerretani Leander Paes         | 6–2, 7–6(7–2)                     |

## Thống kê sự nghiệp đôi
| VĐ | CK | BK | TK | V# | RR | Q# | A |  | Z# | PO | G | F-S | SF-B | NMS | NH |

| Giải đấu                    | 2007                     | 2008                     | 2009                     | 2010                     | 2011          | 2012 | 2013          | 2014          | 2015          | 2016   | 2017 | 2018 | Giải Grand Slam | Giải Grand Slam | Giải Grand Slam | Giải Grand Slam | Giải Grand Slam | Giải Grand Slam | Giải Grand Slam | Giải Grand Slam | Giải Grand Slam | Giải Grand Slam | Giải Grand Slam | Giải Grand Slam | Giải Grand Slam | Giải Grand Slam | Giải Grand Slam | Giải Grand Slam | Giải Grand Slam | Giải Grand Slam |
| Úc Mở rộng                  | A                        | A                        | 3R                       | 2R                       | 1R            | SF   | 2R            | 2R            | SF            | QF     | 3R   | 2R   | 0 / 9           | 18–9            |                 |                 |                 |                 |                 |                 |                 |                 |                 |                 |                 |                 |                 |                 |                 |                 |
| Pháp Mở rộng                | A                        | 2R                       | 2R                       | 1R                       | QF            | 2R   | 2R            | 3R            | SF            | 2R     | 3R   |      | 0 / 10          | 16–10           |                 |                 |                 |                 |                 |                 |                 |                 |                 |                 |                 |                 |                 |                 |                 |                 |
| Wimbledon                   | A                        | Q1                       | 3R                       | F                        | F             | F    | 3R            | 3R            | W             | 1R     | 1R   |      | 1 / 9           | 27–8            |                 |                 |                 |                 |                 |                 |                 |                 |                 |                 |                 |                 |                 |                 |                 |                 |
| Mỹ Mở rộng                  | A                        | 2R                       | 2R                       | 3R                       | QF            | 3R   | 1R            | 3R            | QF            | 3R     | W    |      | 1 / 10          | 20–8            |                 |                 |                 |                 |                 |                 |                 |                 |                 |                 |                 |                 |                 |                 |                 |                 |
| Thắng-Bại                   | 0–0                      | 2–2                      | 6–4                      | 8–4                      | 11–4          | 12–4 | 4–4           | 7–4           | 14–2          | 6–4    | 11–3 | 1–1  | 2 / 38          | 81-35           |                 |                 |                 |                 |                 |                 |                 |                 |                 |                 |                 |                 |                 |                 |                 |                 |
| Giải đấu cuối năm           |                          |                          |                          |                          |               |      |               |               |               |        |      |      |                 |                 |                 |                 |                 |                 |                 |                 |                 |                 |                 |                 |                 |                 |                 |                 |                 |                 |
| Tour Finals                 | Không vượt qua vòng loại | Không vượt qua vòng loại | Không vượt qua vòng loại | Không vượt qua vòng loại | RR            | RR   | DNQ           | RR            | W             | KVQVL  | RR   |      | 1 / 5           | 7–10            |                 |                 |                 |                 |                 |                 |                 |                 |                 |                 |                 |                 |                 |                 |                 |                 |
| Thế vận hội                 |                          |                          |                          |                          |               |      |               |               |               |        |      |      |                 |                 |                 |                 |                 |                 |                 |                 |                 |                 |                 |                 |                 |                 |                 |                 |                 |                 |
| Đôi                         | KTC                      | A                        | Không tổ chức            | Không tổ chức            | Không tổ chức | V1   | Không tổ chức | Không tổ chức | Không tổ chức | CK-HCB | KTC  |      | 0 / 2           | 4–2             |                 |                 |                 |                 |                 |                 |                 |                 |                 |                 |                 |                 |                 |                 |                 |                 |
| ATP World Tour Masters 1000 |                          |                          |                          |                          |               |      |               |               |               |        |      |      |                 |                 |                 |                 |                 |                 |                 |                 |                 |                 |                 |                 |                 |                 |                 |                 |                 |                 |
| Indian Wells                | A                        | A                        | A                        | A                        | 1R            | 2R   | A             | 1R            | 1R            | 1R     | QF   | 2R   | 0 / 6           | 3–6             |                 |                 |                 |                 |                 |                 |                 |                 |                 |                 |                 |                 |                 |                 |                 |                 |
| Miami                       | 1R                       | A                        | A                        | 1R                       | QF            | 1R   | A             | 1R            | QF            | 1R     | 2R   | 2R   | 0 / 8           | 5–8             |                 |                 |                 |                 |                 |                 |                 |                 |                 |                 |                 |                 |                 |                 |                 |                 |
| Monte Carlo                 | A                        | A                        | A                        | A                        | 1R            | 2R   | QF            | 1R            | 2R            | 2R     | 2R   | 2R   |                 | 0 / 7           | 2–7             |                 |                 |                 |                 |                 |                 |                 |                 |                 |                 |                 |                 |                 |                 |                 |
| Madrid1                     | A                        | A                        | A                        | 2R                       | 1R            | F    | QF            | 2R            | 2R            | W      | 1R   |      | 1 / 8           | 11–7            |                 |                 |                 |                 |                 |                 |                 |                 |                 |                 |                 |                 |                 |                 |                 |                 |
| Rome                        | A                        | A                        | A                        | A                        | QF            | SF   | SF            | 1R            | QF            | 2R     | 1R   |      | 0 / 7           | 8–7             |                 |                 |                 |                 |                 |                 |                 |                 |                 |                 |                 |                 |                 |                 |                 |                 |
| Canada                      | A                        | A                        | A                        | 2R                       | 2R            | SF   | 2R            | QF            | QF            | SF     | 2R   |      | 0 / 8           | 9–8             |                 |                 |                 |                 |                 |                 |                 |                 |                 |                 |                 |                 |                 |                 |                 |                 |
| Cincinnati                  | A                        | A                        | A                        | 1R                       | 2R            | W    | 2R            | QF            | QF            | F      | QF   |      | 1 / 8           | 13–7            |                 |                 |                 |                 |                 |                 |                 |                 |                 |                 |                 |                 |                 |                 |                 |                 |
| Thượng Hải2                 | A                        | A                        | A                        | 2R                       | QF            | 2R   | 1R            | 2R            | 2R            | A      | SF   |      | 0 / 7           | 4–7             |                 |                 |                 |                 |                 |                 |                 |                 |                 |                 |                 |                 |                 |                 |                 |                 |
| Paris                       | A                        | A                        | A                        | 1R                       | 2R            | 2R   | SF            | SF            | QF            | 2R     | SF   |      | 0 / 8           | 8–8             |                 |                 |                 |                 |                 |                 |                 |                 |                 |                 |                 |                 |                 |                 |                 |                 |
| Thăn-Bại                    | 0–1                      | 0–0                      | 0–0                      | 3–6                      | 5–9           | 12–8 | 8–7           | 7–9           | 6–9           | 9–7    | 10–9 | 2–2  | 1 / 66          | 60–65           |                 |                 |                 |                 |                 |                 |                 |                 |                 |                 |                 |                 |                 |                 |                 |                 |
| Xếp hạng cuối năm           | 175                      | 87                       | 46                       | 15                       | 12            | 9    | 23            | 16            | 2             | 19     | 8    |      |                 |                 |                 |                 |                 |                 |                 |                 |                 |                 |                 |                 |                 |                 |                 |                 |                 |                 |

1 Tổ chức Hamburg Masters (đất nện ngoài trời) đến năm 2008, Madrid Masters (đất nện ngoài trời) 2009 – nay.

2 Tổ chức Stuttgart Masters (cứng trong nhà) đến năm 2001, Madrid Masters (cứng trong nhà) từ năm 2002–08, và Thượng Hải Masters (cứng trong nhà) 2009 – nay.

## Tiền thưởng sự nghiệp ATP Tour
| Năm       | Majors | Vô địch ATP | Tổng số vô địch | Tiền thường ($)                                              | Xếp hạng |
| --------- | ------ | ----------- | --------------- | ------------------------------------------------------------ | -------- |
| 2003      | 0      | 0           | 0               | 3,714                                                        | 821      |
| 2004      | 0      | 0           | 0               | 17,433                                                       | 414      |
| 2005      | 0      | 0           | 0               | 16,416                                                       | 428      |
| 2006      | 0      | 0           | 0               | 14,360                                                       | 501      |
| 2007      | 0      | 0           | 0               | 18,625                                                       | 455      |
| 2008      | 0      | 0           | 0               | 47,861,                                                      | 310      |
| 2009      | 0      | 0           | 0               | 103,430                                                      | 202      |
| 2010      | 0      | 5           | 5               | 241,780                                                      | 116      |
| 2011      | 0      | 4           | 4               | 447,311 Lưu trữ ngày 1 tháng 2 năm 2013 tại Wayback Machine  | 70       |
| 2012      | 0      | 4           | 4               | 497,956 Lưu trữ ngày 18 tháng 1 năm 2013 tại Wayback Machine | 61       |
| 2013      | 0      | 3           | 3               | 294,482                                                      | 146      |
| 2014      | 0      | 3           | 3               | 519,036 Lưu trữ ngày 1 tháng 7 năm 2014 tại Wayback Machine  | 100      |
| 2015      | 1      | 3           | 3               | 886,584 Lưu trữ ngày 1 tháng 7 năm 2014 tại Wayback Machine  | 100      |
| 2016      | 0      | 3           | 3               | 886,584 Lưu trữ ngày 1 tháng 7 năm 2014 tại Wayback Machine  | 100      |
| 2017      | 0      | 3           | 3               | 886,584 Lưu trữ ngày 1 tháng 7 năm 2014 tại Wayback Machine  | 100      |
| 2018      | 0      | 3           | 3               | 147,487                                                      | 128      |
| Sự nghiệp | 0      | 21          | 21              | $4,487,531                                                   | 171      |